# Erich Hölle

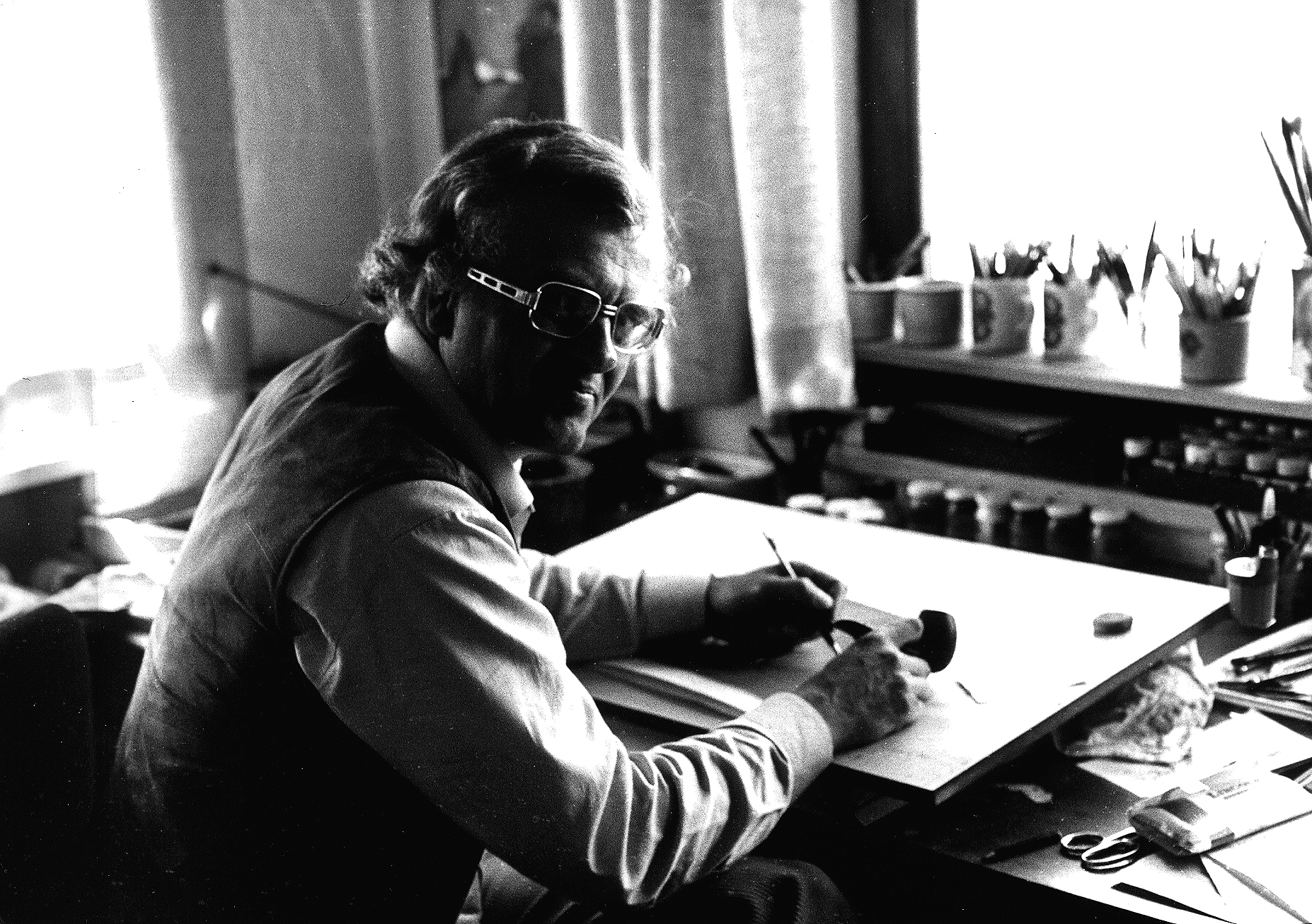
Erich Hölle im Atelier 1980 Otterfing

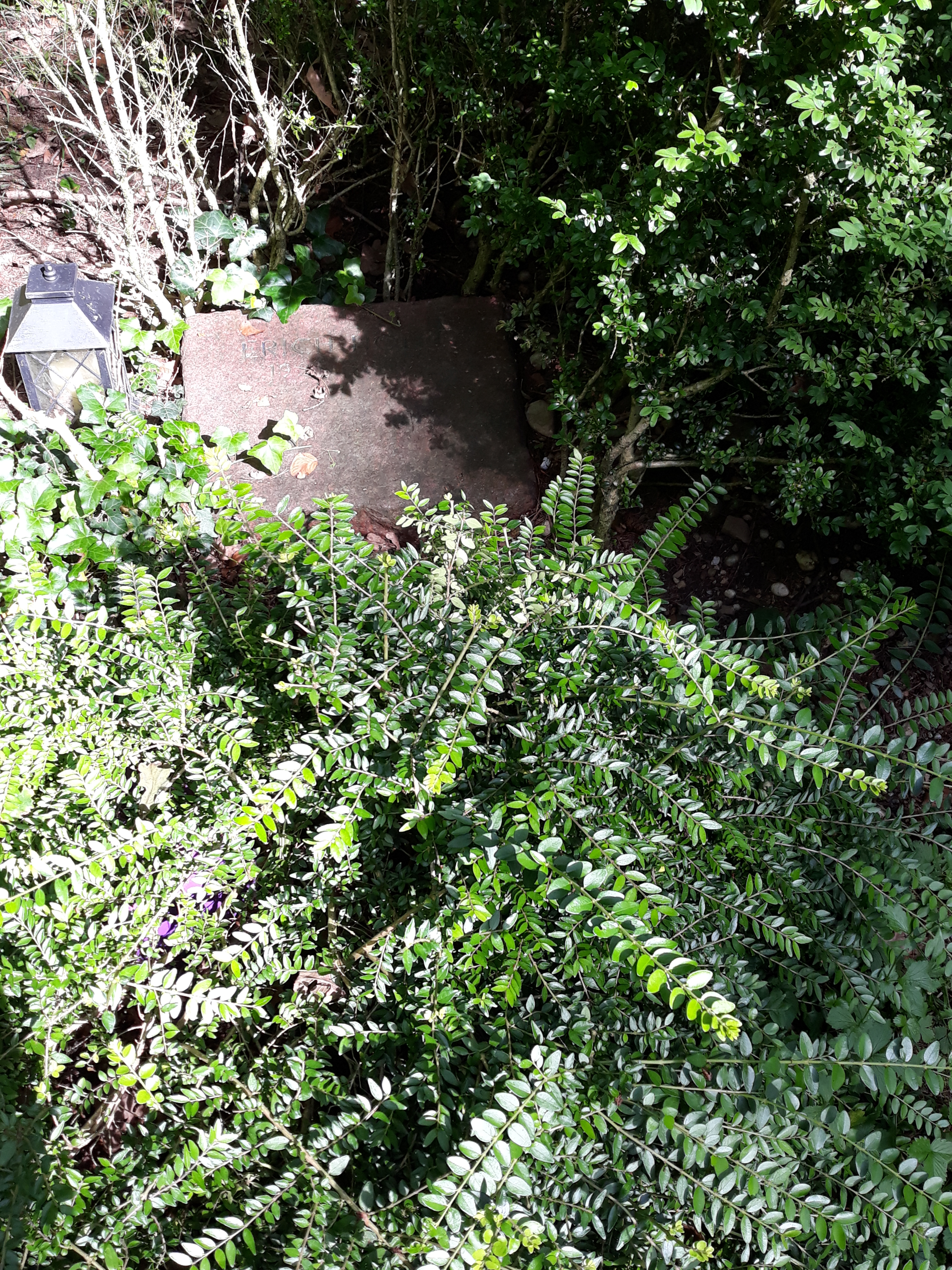
Das Grab von Erich Hölle auf dem Waldfriedhof München

Erich Hölle (* 21. November 1925 in Nürnberg; † 1993 in Otterfing) war ein deutscher Maler, Werbegrafiker, Illustrator und Kinderbuchautor.

## Leben
Erich Hölle wurde in Nürnberg als Sohn des Holzbildhauers Paul Hölle und der Luise Roßkopf geboren. Dort verbrachte er Kindheit und Jugend. „Der mittelmäßige Schüler sollte sich lieber auf den Unterricht konzentrieren, als Bücher, Hefte und Bänke mit Figuren zu beschmieren“, befand sein Lateinlehrer im Jahr 1940.
1942 zog die Familie nach München, wo er mit 17 Jahren Soldat wurde. 1943, als 18-Jähriger, wurde er in Russland schwer verwundet. Er kehrte mit 19 Jahren aus der Kriegsgefangenschaft zurück und landete zunächst in einem Dachauer Auffanglager. Kriegsbedingt um eine Ausbildung gebracht, begann er nach Fotovorlagen Zeichnungen der gefallenen Verwandten seiner Mitinsassen anzufertigen. Als Autodidakt und Naturtalent schärfte er so seinen Blick für Gesichtszüge und Körperhaltungen.

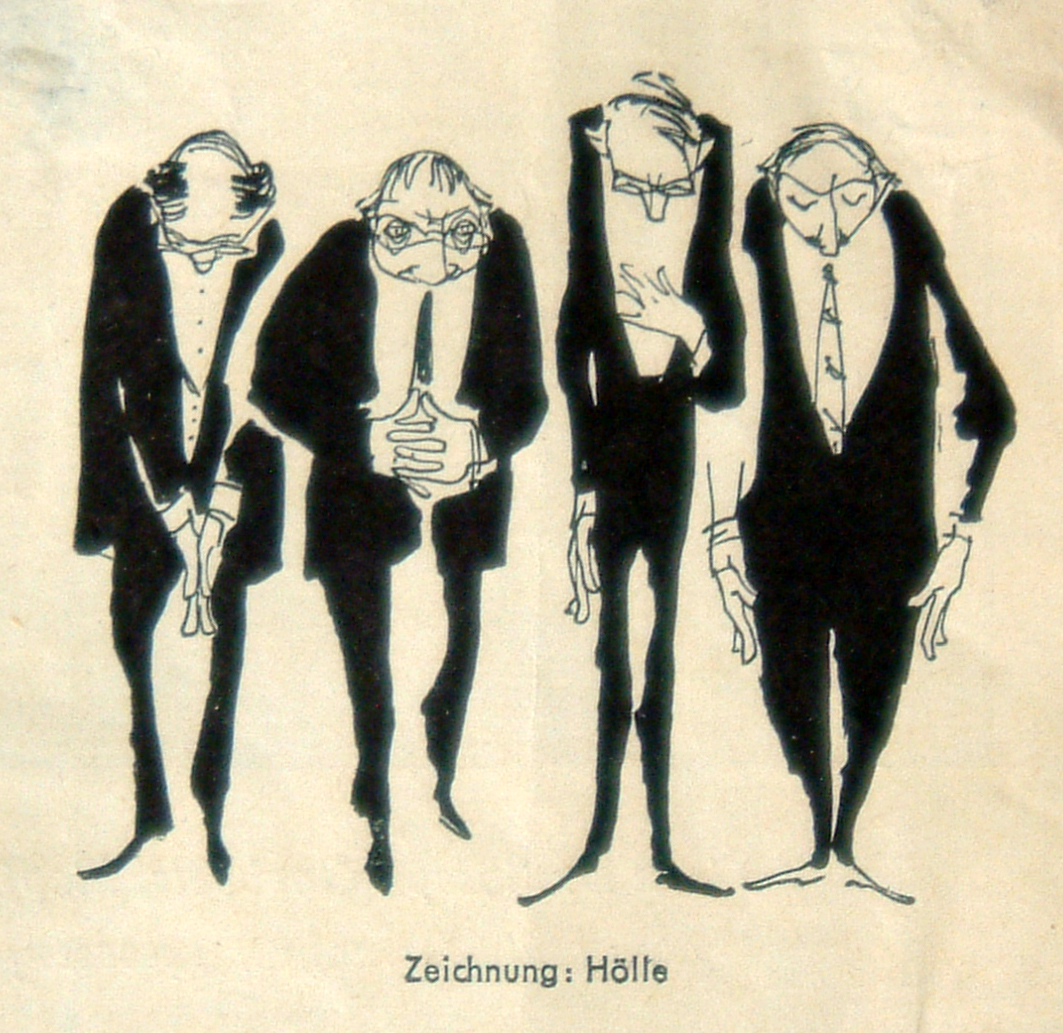
Bücklinge: Simplicissimus 1956

Da das Geld für ein Studium fehlte, sicherte er sein Einkommen zunächst mit dem Anfertigen von Porträts, dem Retuschieren von Landkarten und Comiczeichnen, bevor er Werbegrafiker wurde. Parallel dazu begann er 1954 als Pressezeichner beim Simplicissimus unter dem Verleger und Herausgeber Olaf Iversen. Bald folgten die ersten Buch-Aufträge.
1950 heiratete Hölle die deutsche Lyrikerin und Erzählerin Margret Sträußl. 1952 wurde die gemeinsame Tochter geboren, sechs Jahre später folgte der Sohn. Ab 1960 bereiste er mit seiner Familie während der Ferien im Wohnmobil Europa, Zeichenblock und Pinsel immer mit dabei. Für ihn waren es die Jahreshöhepunkte.
Die wohl bekannteste und beliebteste Schöpfung Hölles ist Urmel aus dem Eis. Die Visualisierung der Figur erschuf er bereits 1969 für den gleichnamigen Kinderbuchklassiker von Max Kruse. Nach seiner Vorlage entstand auch die Marionette für die Augsburger Puppenkiste.
Bis zu seinem Tod illustrierte er über 600 Bücher und schrieb selbst 13 Kinderbücher.

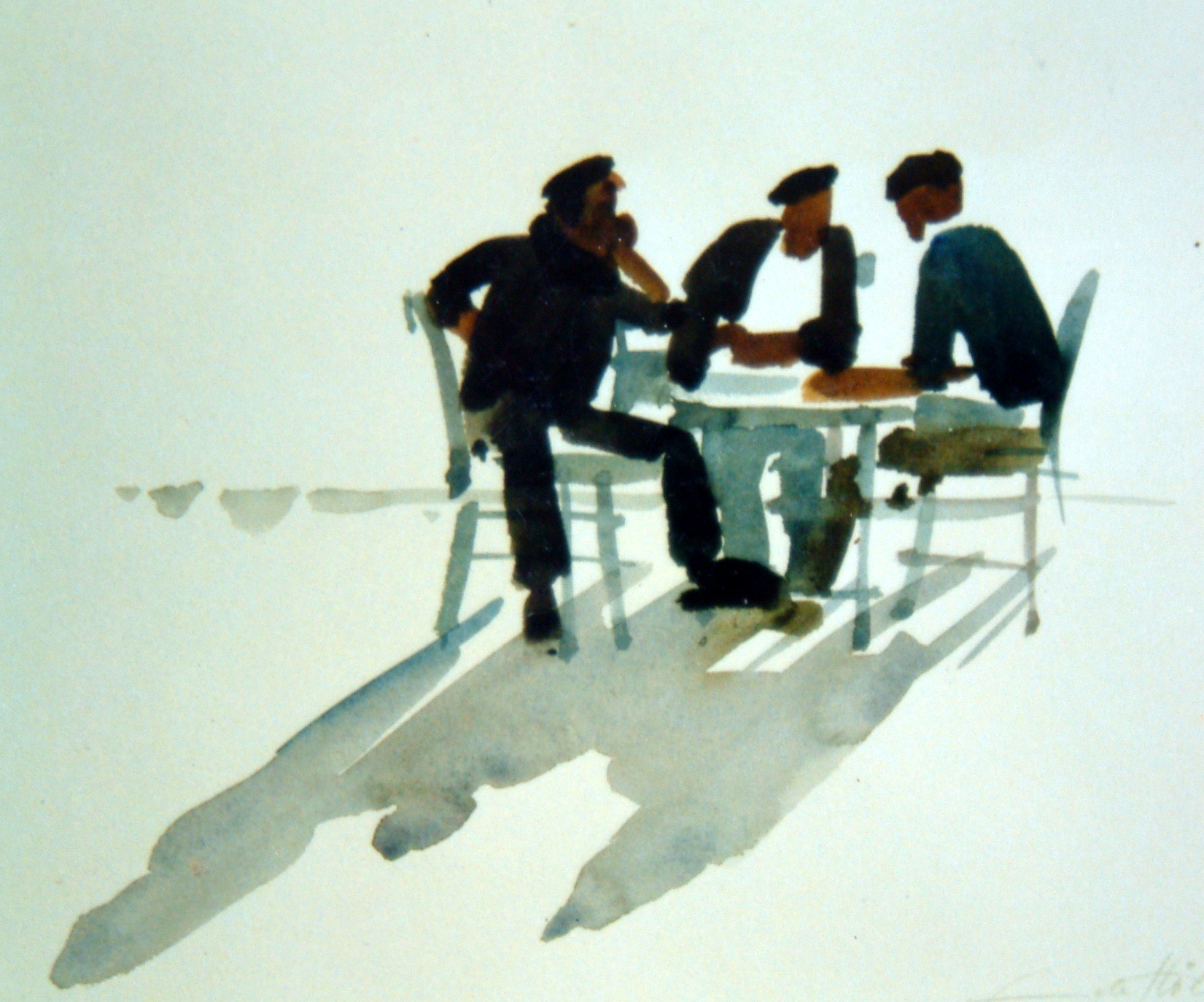
Griechenland, 1981

Neben seinen Illustrationen gehörten auch Reiseaquarelle, gezeichnete Porträts und Ölmalerei zu seinem Werk. Als Pressezeichner für den Simplicissimus war er bekannt für seine treffende Darstellung von Typen aus der Münchner Boheme. Seine kritische Feder war aber auch durchaus politisch und richtete sich vor allem gegen Militarismus und Kirche.

## Auszeichnungen
- 1977 Christophorus-Preis: Ich heiße Brummi (Autorin Barbara Bartos-Höppner)

### Auswahlliste Deutscher Jugendliteratur-Preis
- 1960 Schicksal im Schatten (Autorin Dorothy Gilman Butters; Boje Verlag)
- 1972 Der Piratenschatz (Autor John Rowe Townsend; Boje Verlag)
- 1973 Das Pferd, das im Sturm kam (Autor Meindert Dejong; Boje Verlag), Ich und der Garraga (Autor Tilde Michels; Hoch Verlag)
- 1985 Im Zeichen des Bibers (Autorin Elizabeth George Speare; Verlag Carl Uberreuter)

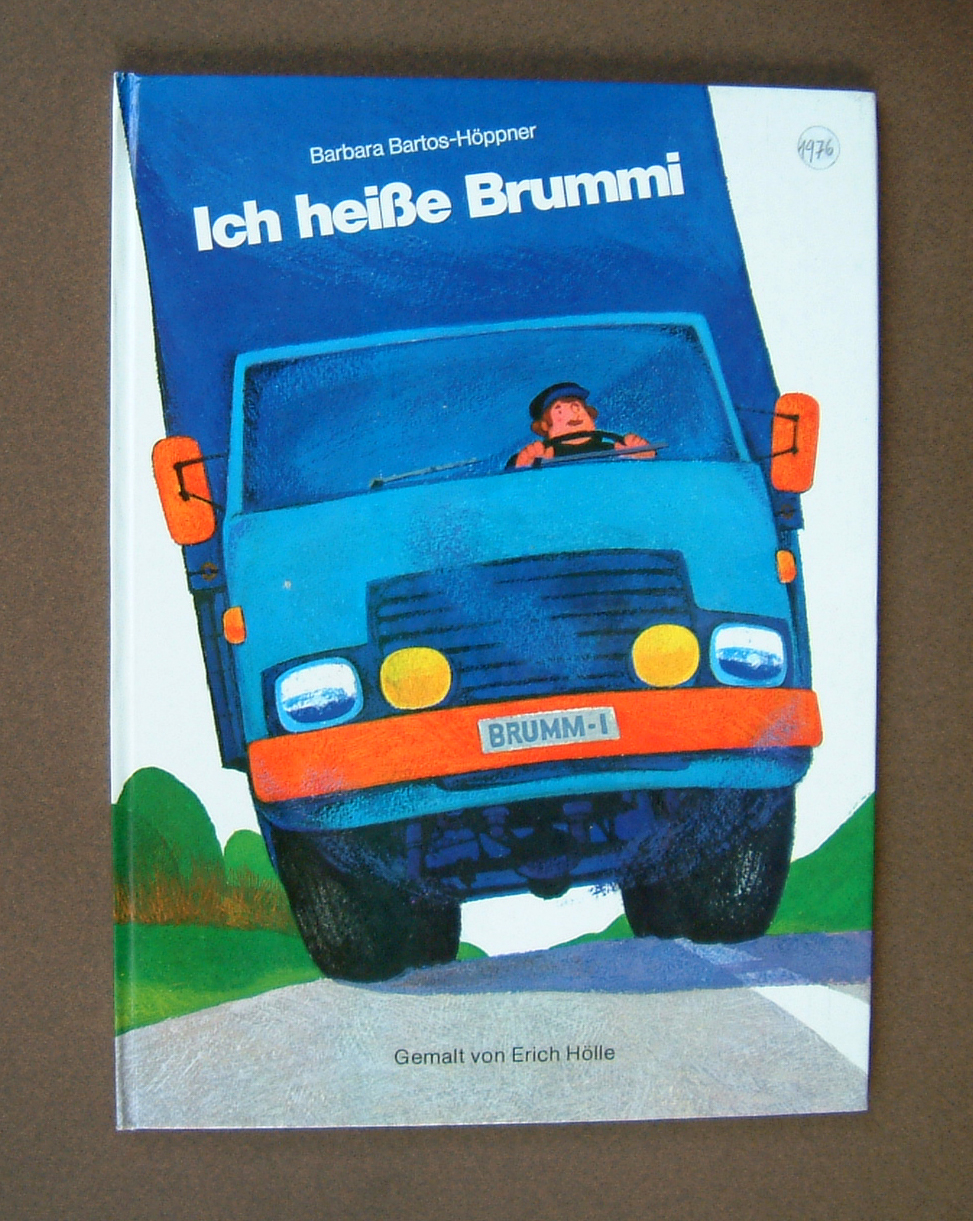
Ich heiße Brummi

- Ich heiße Brummi1991 Akademie f. Kinder- und Jugendliteratur – Buch des Monats: Alles schläft (Neuer Finken-Verlag)

## Werke

### Kinderbücher (Text und Illustration)
- 1959 Die Dicke Dora; Obpacher Verlag
- 1963 Das lila Lottchen; Boje Verlag
- 1965 Kunterbunte Zeichenstunde; Boje Verlag

- 1967 Wir zeichnen durch das ganze Jahr; Boje Verlag
- 1970 Wir zeichnen allerlei Menschen; Boje Verlag

- 1971 Wir zeichnen Tiere im Zoo; Boje Verlag
- 1972 Wir zeichnen rund um den Sport; Boje Verlag
- 1972 Wir zeichnen Autos und noch mehr; Boje Verlag

- 1973 1:0 für Tüftelzapf; Ensslin Verlag
- 1974 Kein Problem für Tüftelzapf; Ensslin Verlag
- 1975 Ein Nilpferd kommt geflogen; Boje Verlag
- 1978 Bob der Bagger; Stalling Verlag

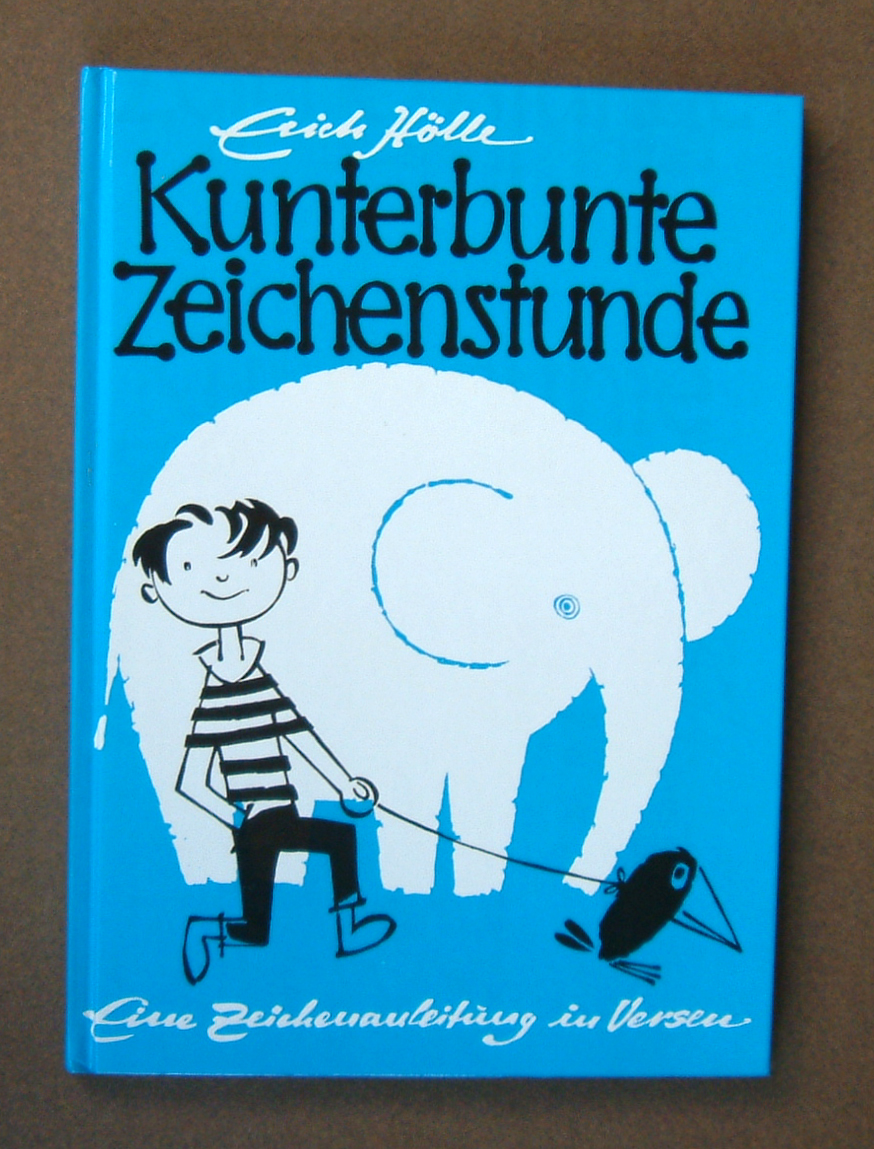
Kunterbunte Zeichenstunde

- Kunterbunte Zeichenstunde1991 Alles schläft; Neuer Finken Verlag

### Illustrationen Kinderbücher
- 1958 Karussell und Luftballon. Vier Geschichten für Kinder (Hans Peter Richter); Obpacher Verlag
- 1959 Wie Heinz und Inge sich verlaufen haben (Hans Peter Richter); E. Dessert Verlag
- 1960 Reisepudel Archibald (James Krüss); Boje Verlag

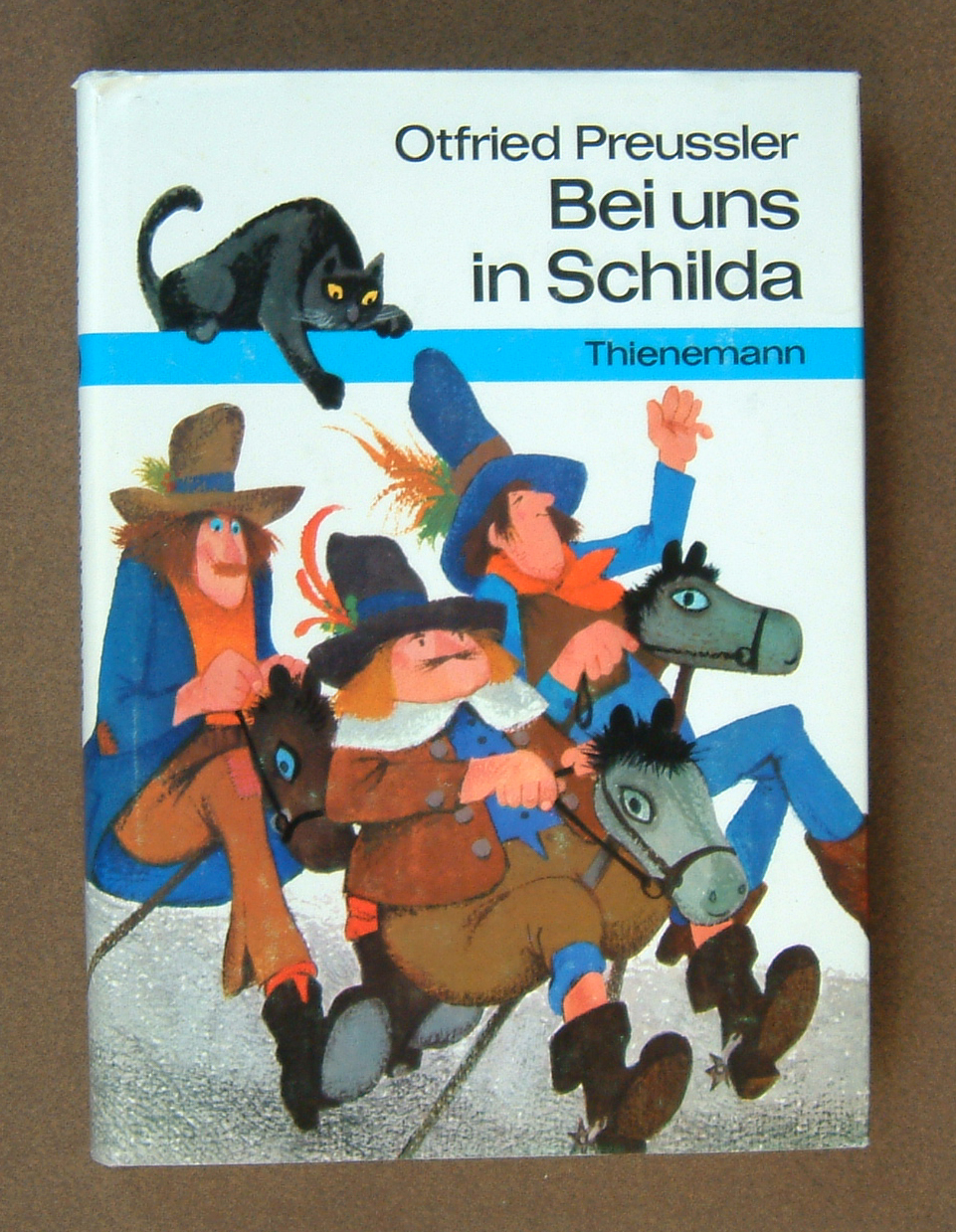
Bei uns in Schilda

- Bei uns in Schilda1963 Das rote Auto und der Peter (James Krüss); Boje Verlag
- 1964 Frühstück im Zoo (Lena Hahn); Boje Verlag
- 1966 Hein Schlotterbüx aus Buxtehude, wo die Hunde mit dem Schwanze bellen (Barbara Bartos-Höppner); Boje Verlag
- 1967 Die Wawuschels (Irina Korschunow); 2 Folgebände 1969 und 1972, Herold Verlag
- 1967 Die Komödianten des Königs (Friedrich Feld); Boje Verlag

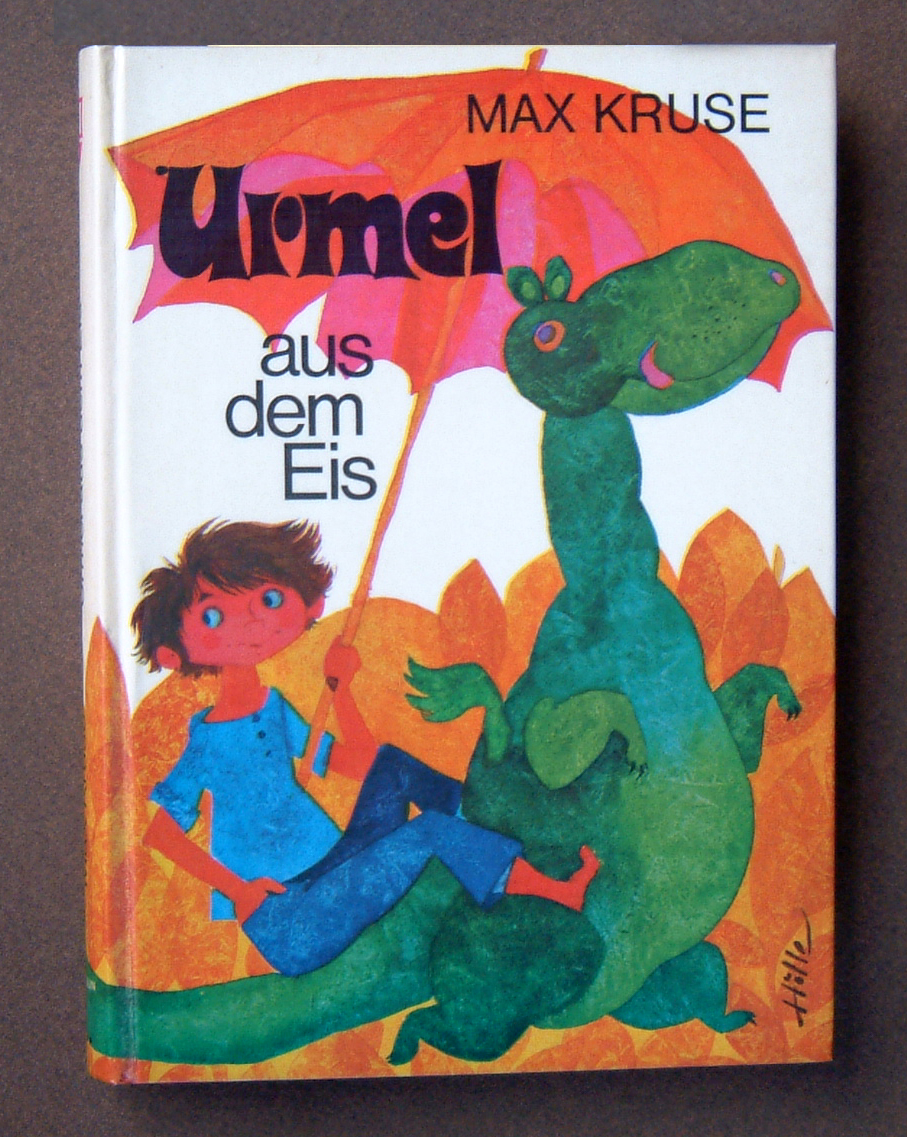
Urmel aus dem Eis

- Urmel aus dem Eis1969 Urmel aus dem Eis (Max Kruse) und 8 Folgebände 1969–75; Ensslin Verlag und Thienemann
- 1969 Bei uns in Schilda (Otfried Preussler); Thienemann Verlag
- 1970 Robinson Crusoe (Daniel Defoe); Engelbert Verlag
- 1973 Von der Töpferscheibe zur Mondrakete (Ernst S. Marzell); Ueberreuter Verlag
- 1975 Die Schnurfe in der goldenen Stadt (Max Kruse); Thienemann Verlag
- 1976 Meisterdetektiv Balduin Pfiff (Wolfgang Ecke); Loewe Verlag
- 1977 Die Schnurfe bauen sich ein Haus (Max Kruse); Thienemann Verlag
- 1980 Ich heiße Brummi (Barbara Bartos-Höppner), Thienemann Verlag
- 1984 Märchen (Ludwig Bechstein, Annemarie Hoffmann (Hrsg.)); Boje Verlag
- 1988 Der Fuchs, der Vogel und das Lebenswasser (Erich Joos); Echter Verlag
- 1989 Das Friedensfest (Barbara Bartos-Höppner); Annette Betz Verlag

- 1990 Der rote Ball (Erich Joos); Neuer Finken Verlag
- 1990 Die wunderbare Geschichte vom Mädchen und dem Einhorn (Erich Joos); Echter Verlag
- 1991 Die Schatzinsel (Robert L. Stevenson, bearbeitet Dirk Walbrecker); Annette Betz Verlag
- 1992 Rübezahl (Barbara Bartos-Höppner); Annette Betz Verlag
- 1993 Tom Sawyers Abenteuer (Mark Twain, bearbeitet Dirk Walbrecker) Annette Betz Verlag

### Belletristik
- 1960 Zeit lass'n Leut! (Hanns Vogel); BLV Verlagsgesellschaft
- 1967 Der kleine Lord (Frances H.Burnett); Tripp Trosa Verlag
- 1967 Unser kleiner Herr Stationsvorsteher (Hugo Hartung); Herold Verlag
- 1967 Gar nicht lustig ist die Jägerei (Elisabeth Pablé); Bechtle Verlag
- 1968 Kindheit ist kein Kinderspiel (Hugo Hartung); Ensslin Verlag
- 1972 Mein Apfelbaum, mein Dackel und ich (Hugo Hartung); Ensslin Verlag
- 1977 Der bayerische Dekameron (Oskar Maria Graf); Süddeutscher Verlag
- 1988 Englisch für Sie Band 1; Hueber Verlag

### Karikaturen
- 1954–1967 Simplizissimus
- Süddeutsche Zeitung Stadtanzeiger

### Freie Kunst
- Reiseskizzen
- Malerei
- Zeichnungen